# Taça de Portugal de Futebol Feminino 2013–14
A Taça de Portugal de Futebol Feminino de 2013/2014 foi a 11ª edição da Taça de Portugal, ganha pelo Clube Atlético Ouriense.

## Final
A partida foi disputada a 7 de Junho de 2014.
|                       | Resultado |                         |
| --------------------- | --------- | ----------------------- |
| Clube Futebol Benfica | 0 – 1     | Clube Atlético Ouriense |

## Meias-finais
A primeira partida foi disputada a 19 de Abril de 2014 é a segunda a 18 de Maio de 2014.
|                         | Resultado |                       |
| ----------------------- | --------- | --------------------- |
| Clube Atlético Ouriense | 2 – 1     | Valadares Gaia        |
| Clube Albergaria Mazel  | 1 – 2     | Clube Futebol Benfica |

## Quartos de final
As 3 primeiras partidas foram disputadas a 23 de Fevereiro de 2014 é a quarta a 2 de Março de 2014.
|                        | Resultado |                         |
| ---------------------- | --------- | ----------------------- |
| Vilaverdense FC        | 0 – 6     | Clube Atlético Ouriense |
| Clube Futebol Benfica  | 4 – 0     | Viseu 2001              |
| 1º Dezembro            | 0 – 3     | Valadares Gaia          |
| Boavista Futebol Clube | 0 – 2     | Clube Albergaria Mazel  |

## 4ª Eliminatória
As partidas foram disputadas a 26 de Janeiro de 2014.
|                         | Resultado    |                        |
| ----------------------- | ------------ | ---------------------- |
| Clube Atlético Ouriense | 3 – 1        | Esc. Fut. Fem. Setúbal |
| Clube Futebol Benfica   | 5 – 1        | Fundação Laura Santos  |
| Vilaverdense FC         | 2 – 0        | Cadima                 |
| Viseu 2001              | 1 – 0 (a.p.) | A-dos-Francos          |
| Sacavenense             | 0 – 4        | Valadares Gaia         |
| Clube Albergaria Mazel  | 8 – 0        | Quintajense            |
| Os Sandinenses          | 0 – 3        | 1º Dezembro            |
| Boavista Futebol Clube  | 4 – 0        | Cesarense              |

## 3ª Eliminatória
As partidas foram disputadas a 21 de Dezembro de 2013.
|                    | Resultado       |                       |
| ------------------ | --------------- | --------------------- |
| Paio Pires FC      | 0 – 3           | Sacavenense           |
| Leixões            | 1 – 1 (5–6)g.p. | Cadima                |
| Pasteleira         | 1 – 4           | Fundação Laura Santos |
| Os Sandinenses     | 4 – 0           | MD Eirolense          |
| Sousense           | 0 – 1 (a.p.)    | Quintajense           |
| Esperança Atlético | 0 – 2           | Viseu 2001            |

## 2ª Eliminatória
As partidas foram disputadas a 1 de Dezembro de 2013.
|                       | Resultado       |                    |
| --------------------- | --------------- | ------------------ |
| Quintajense           | 10 – 1          | ACDR Oleiros       |
| Bobadelense           | 1 – 1 (2–3)g.p. | Paio Pires FC      |
| Leixões               | 3 – 3 (4–3)g.p. | CAC                |
| Cadima                | 3 – 0           | Arsenal 72         |
| Vila FC               | 0 – 1           | Esperança Atlético |
| Viseu 2001            | 2 – 1           | Pico de Regalados  |
| Sacavenense           | 1 – 0           | CF Belenenses      |
| Os Sandinenses        | 9 – 0           | Seia FC            |
| Belenenses M. Grande  | 0 – 7           | MD Eirolense       |
| Paredes               | 1 – 2           | Pasteleira         |
| Fundação Laura Santos | 2 – 1           | Casa Povo Martim   |
| Sousense              | 3 – 1           | Gondim-Maia        |

## 1ª Eliminatória
As 4 primeiras partidas foram disputadas a 8 de Setembro as duas seguintes a 21 de Setembro as 3 seguintes a 22 de Setembro de 2013 é as 5 últimas a 20 de Outubro de 2013.
|                    | Resultado    |                         |
| ------------------ | ------------ | ----------------------- |
| Freamunde          | 1 – 3        | Fundação Laura Santos   |
| Arsenal 72         | 3 – 1        | Canelas 2010            |
| Alta de Lisboa     | 0 – 15       | Casa Povo Martim        |
| União Ferreirense  | 0 – 30       | Viseu 2001              |
| Paio Pires FC      | 12 – 0       | Rebordosa               |
| Pasteleira         | 5 – 2        | Sintrense               |
| Pico de Regalados  | 16 – 1       | Lordemão FC             |
| Ponte Frielas      | 0 – 4        | Sousense                |
| Leixões            | 12 – 0       | Esmoriz                 |
| Fiães              | 0 – 11       | Belenenses              |
| Murtoense          | 0 – 1        | Sacavenense             |
| Esperança Atlético | 4 – 3 (a.p.) | Guarda Unida            |
| Paredes            | 7 – 0        | Desportivo O. Moscavide |
| Estoril Praia      | 0 – 3        | CAC                     |